# Fucking Kassovitz
Pour plus de détails, voir Fiche technique et Distribution.
Fucking Kassovitz est un documentaire français, réalisé par François-Régis Jeanne et sorti en 2011.
Il s'agit du making-of du film Babylon A.D., réalisé par Mathieu Kassovitz, et sorti en 2008. Initialement publié sur Dailymotion, il dévoile les coulisses d'un tournage connu pour avoir été chaotique. Il permet de prendre toute la mesure des difficultés de réaliser un film. On y voit le réalisateur freiné dans ses ambitions artistiques car piégé par une mécanique de production qui semble le dépasser complètement. Disputes, négligences, erreurs, le tournage tourne au désastre, et ce documentaire en témoigne.

## Synopsis
Making-of du thriller franco-américano-britannique Babylon A.D., Fucking Kassovitz suit de très près les coulisses de son tournage, dans lequel tout ne se passe pas comme prévu. Le réalisateur s'y montre passionné, accroché à son film, mais il ne cesse d'essuyer des frustrations. Il se dispute avec son acteur principal, Vin Diesel, avec lequel il reste brouillé,  est bloqué à plusieurs reprises par les contraintes de la production, et découvre que certaines de ses instructions n'ont pas été respectées. Tout ce contexte conduit l'artiste dans un état de stress avancé, et le pousse notamment à prononcer la phrase, qui donnera son titre au documentaire : « I'm not Orson Welles, I'm not Steven Spielberg, I'm fucking Mathieu Kassovitz ». Plus tard dans le making-of, l'artiste crie, dans un moment d'égarement, éclatant sous la pression, « c'est moi le patron », ce qui lui sera reproché. Ce making-of participe en effet à la réputation qu'a Mathieu Kassovitz d'avoir un très fort caractère, d'être très exigeant, et de pouvoir se montrer antipathique.

## Fiche technique
- Titre : Fucking Kassovitz
- Réalisation : François-Régis Jeanne
- Pays :  France
- Durée : 58 minutes
- Année de sortie : 2011

## Distribution
- Mathieu Kassovitz : lui-même
- Vin Diesel : lui-même
- Mélanie Thierry : elle-même
- Alain Figlarz : lui-même
- Michelle Yeoh : elle-même